# Narayanpur
Narayanpur är ett distrikt i Indien.   Det ligger i delstaten Chhattisgarh, i den centrala delen av landet, 1 100 km söder om huvudstaden New Delhi.